# Вигонівське озеро
Вигонівське (Вигоноща́нське, Вигоновське, біл. Выганашча́нскае, Вы́ганаўскае) — озеро в Івацевицькому районі Берестейської області Білорусі. Сьоме за площею водного дзеркала в країні.

## Опис
Водойма знаходиться на вододілі річок Щара та Ясельда, за 37 км на схід від міста Івацевичі і за 5 км на південь від села Вигонощі, на території гідрологічного заказника «Вигонівське» (площа 43 тис. га). 3 півночі на південь озеро перетинає Огінський канал, по якому вода з озера зливається у річки Щара (басейн Німана) та Ясельда (басейн Прип'яті). В озеро з різних сторін впадає кілька струмків із навколишніх боліт.
Вигонівське озеро належать до числа неглибоких, але великих за площею озер Білорусі. Площа озера становить 25,96 км². Це третя за площею природна водойма Полісся, яка поступається розмірами лише озеру Червоне та озеру Світязь (Україна). Максимальна глибина — 2,3 м. Довжина — 7,0 км, найбільша ширина — 4,8 км. Об'єм води в озері становить 32,1 млн м³, площа водозбору — 87,1 км². Під лісом і чагарниками зайнято 55 %, а під болотами — 41 % всієї площі водозбору.

## Улоговина та рельєф
Улоговина озера овальної форми, витягнута з північного заходу на південний схід. Схили улоговини майже на всьому протязі пологі, заболочені. Береги низькі, торф'янисті, покриті чагарником; на півночі і півдні — сплавини. Для озера характерна повна відсутність прибережної смуги піщаних відкладень, як і взагалі відкладень із ділянками піску. Як і в інших великих поліських озерах донні відкладення представлені органічним мулом — сапропелем. Дно плоске, вистелено сапропелем. В західній частині озера численні мілини.

## Флора і фауна
Вигонівське озеро виділяється видовою різноманітністю вищих водних рослин і наявністю прибережної різнотравної осоково-злакової сплавини шириною до 150 м. Фітопланктон представлений більш як сотнею різноманітних видів. Через мілководність, озеро заростає по всій акваторії.
Іхтіофауна представлена цілим рядом як аборигенних, так і вселених видів риб. Тут найбільш численний сріблястий карась. Крім карася вселені короп та товстолобик. Із місцевих видів переважають: йорж, окунь, плотва, щука; зустрічаються також верховодка, густера, краснопірка, лин, лящ.
На озері водиться безліч водоплавних птахів.

## Історія
На переговорах про кордон між Українською Народною Республікою і Білоруською Народною Республікою у квітні 1918 року Вигонівське озеро визначалось межею між державами.